# Black Fox: The Rise and Fall of Adolf Hitler
Black Fox: The Rise and Fall of Adolf Hitler (bra: A Raposa Negra) é um documentário estadunidense de 1962 dirigido e escrito por Louis Clyde Stoumen baseado no conto Renart, a Raposa, de Johann Wolfgang von Goethe, adaptado do folclore do século XII e transportado por Stoumen para o século XX, apresentando o assassínio em massa promovido pelo nazismo.
Venceu o Oscar de melhor documentário de longa-metragem na edição de 1963.

## Elenco
- Marlene Dietrich - narradora